# Avtalsbundna soldater
Avtalsbundna soldater är en personalkategori i den finländska försvarsmakten. Det är soldater som efter sin grundutbildning (kallad beväringstjänst i Finland) tjänstgör som praktikanter i specialuppgifter eller som instruktörer (utbildare) under 6 eller 12 månader. De flesta avtalsbundna soldaterna arbetar som instruktörer, men några arbetar också med tygmateriel, med vapensystem eller som hjälpmekaniker.
Avtalsbundna soldater har samma grad som sin militära grad i reserven. De grader som bärs i praktiken är fänrik, sergeant eller undersergeant.